# TSV Mannheim
Der TSV Mannheim ist ein am 4. Januar 1846 gegründeter Sportverein. Mit rund 4500 Mitgliedern in über 18 Abteilungen ist der TSV der größte und älteste Verein in Mannheim und gehört zu den größten Vereinen in Baden-Württemberg. Das 2014 fertiggestellte neue Sportzentrum und Vereinshaus sowie die Sportplatzanlagen befinden sich am Hans-Reschke-Ufer neben dem Fernmeldeturm Mannheim.

## Hockey

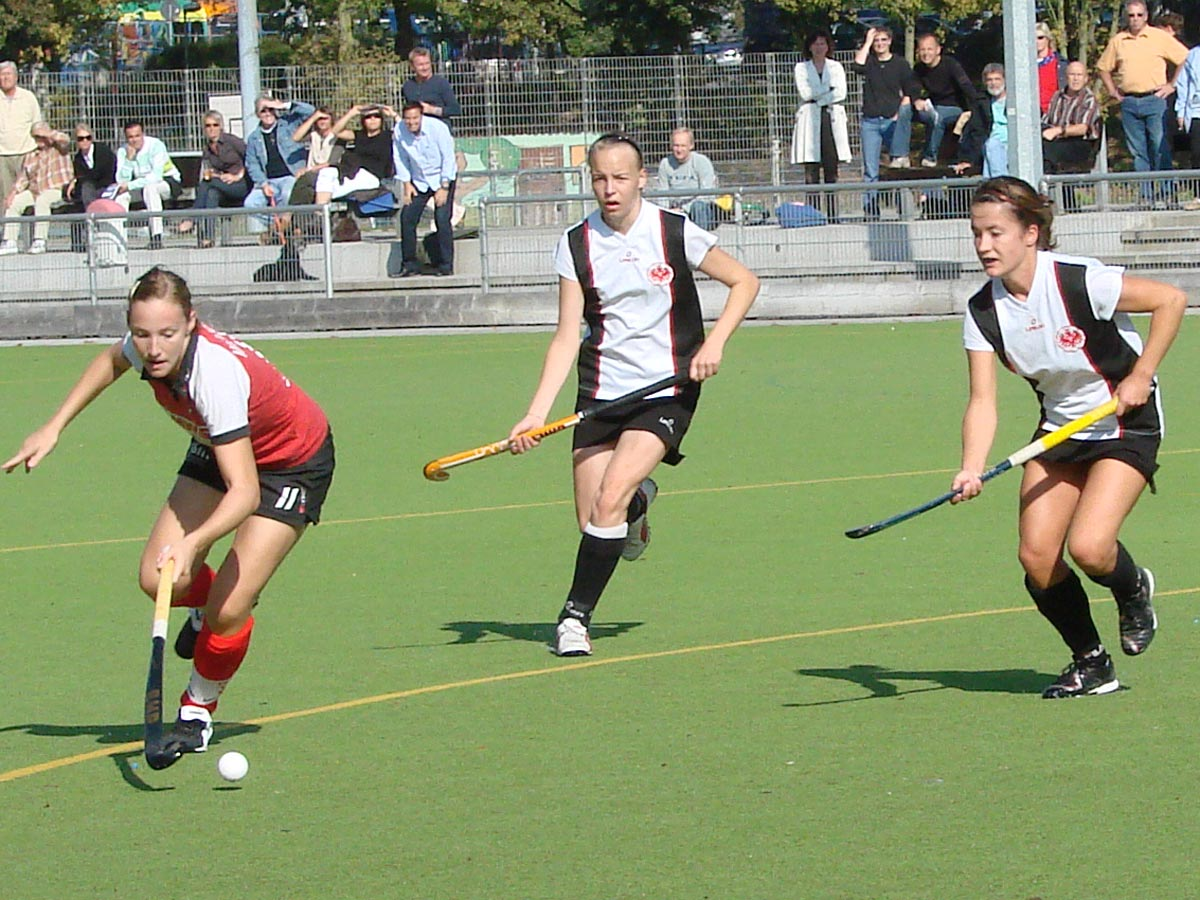
Spielszene TSV Mannheim – Eintracht Frankfurt (2007)

Seit 2006 ist der TSV Mannheim Hockey e. V. (TSVMH) ein Zweigverein des TSV Mannheim von 1846 e. V. und Rechtsnachfolger der früheren Hockeyabteilung.

### Damen
Das 1. Damenteam spielt auf dem Feld und in der Halle in der 1. Bundesliga. 2002 und 2004 erreichte die Mannschaft das Finale um die deutsche Hallenhockeymeisterschaft, verlor aber jeweils gegen den Rüsselsheimer RK. 2010 erreichten die Damen erneut das Finale in der Halle und setzten sich in Berlin erfolgreich mit 5:2 gegen den Uhlenhorster HC durch und wurden zum ersten Mal Meister. Bekannteste Spielerin war die bis 2006 für den TSV spielende Fanny Rinne, Spielmacherin der Olympiasiegerinnen 2004 in Athen. Sie kehrte später wieder zurück und gewann 2010 mit dem Team die deutsche Meisterschaft im Hallenhockey. Seit 2010 ist Laura Keibel A-Nationalspielerin mit Einsätzen in der Hallen-Nationalmannschaft.

### Herren
Die 1. Herrenmannschaften spielen auf dem Feld in der 1. und in der Halle in der 1. Bundesliga.

### Erfolge
Damen
- Deutscher Hallenhockey-Meister 2010
- Europapokal Hallenhockey 2011

## Fußball
Die Fußballabteilung wurde im Jahre 1910 gegründet. Elf Jahre später nahm der Verein den Spielbetrieb im Süddeutschen Fußball-Verband auf. Im Rahmen der Reinlichen Scheidung spalteten sich die Fußballer 1924 zusammen mit den Abteilungen Handball und Leichtathletik als Sportvereinigung Eintracht Mannheim ab. Als die Deutsche Turnerschaft die Durchführung einer eigenen Fußballmeisterschaft beschloss, schloss sich die Sportvereinigung Eintracht wieder dem TV 1846 Mannheim an. 1927 wurden die Mannheimer nach einer 0:6-Endspielniederlage gegen den TV 1861 Forst deutscher Vizemeister. Zwei Jahre später konnten sich die TV-Fußballer nach einem 5:4-Endspielsieg gegen die ATG Gera durchsetzen und den deutschen Meistertitel sichern.
Im Jahre 1930 kehrten die Mannheimer in den Spielbetrieb des DFB zurück, konnten aber nicht mehr an ihre Erfolge der 1920er Jahre anknüpfen. Ihren sportlichen Tiefpunkt erreichte die Abteilung in der Saison 1994/95, als die Mannschaft Tabellenletzter der Kreisliga B wurde und nur deswegen nicht abstieg, weil es darunter keine Spielklasse mehr existierte. Im Jahre 2004 wurde die Abteilung Fußball aufgelöst.

## Triathlon

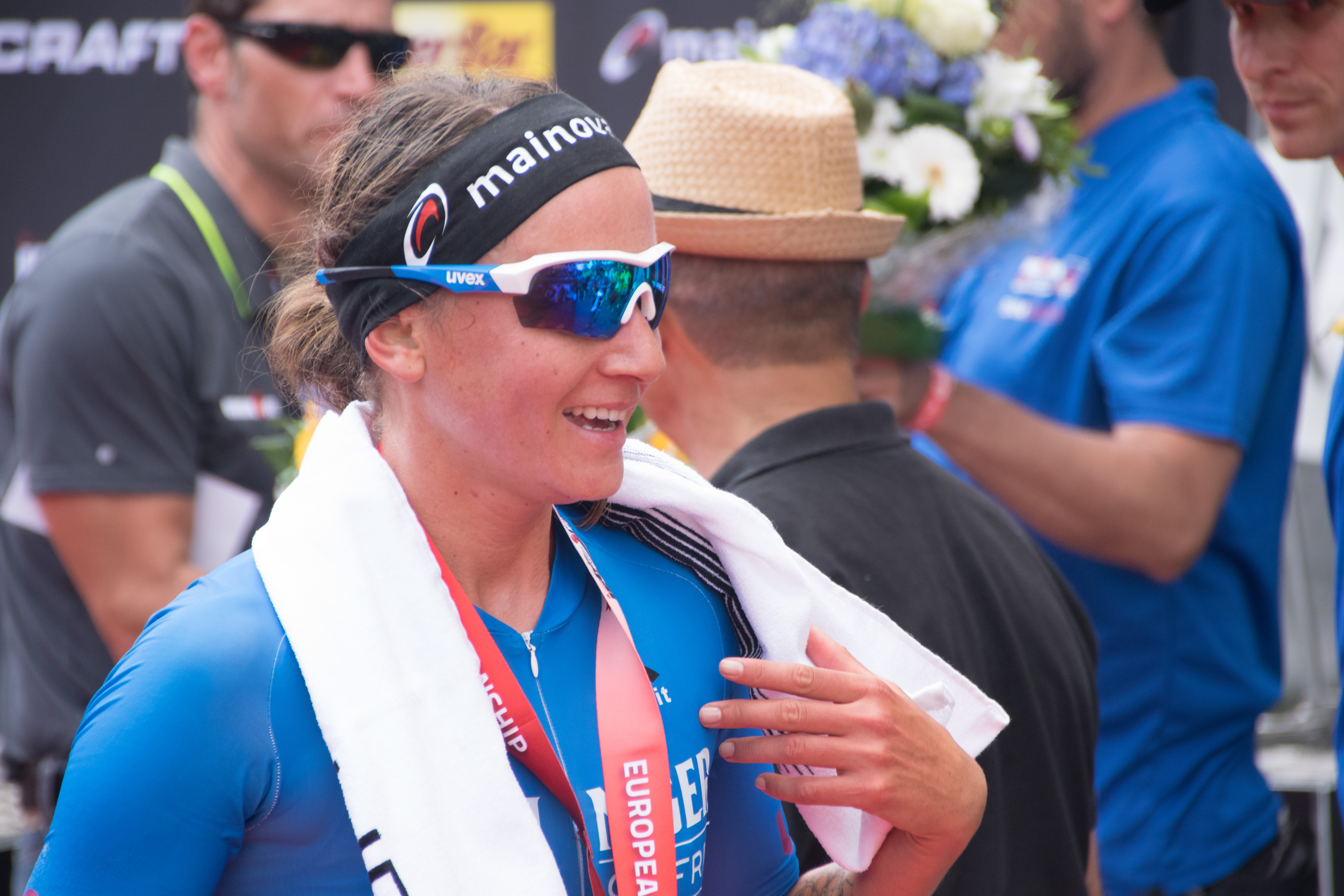
Die Triathletin Laura Philipp beim Ironman 70.3 Germany, 2016

Das Triathlonteam des TSV Mannheim wird von Soprema unterstützt.

Für das Soprema Team TSV Mannheim starten Normann Stadler (bis 2011), Uwe Widmann (bis 2013), Timo Bracht (bis 2017), Andreas Böcherer und seit 2018 auch Laura Philipp.
Cheftrainer ist seit 2010 der frühere Triathlon-Profi Alexander Taubert.